# كاندي باور
كاندي باور (بالألمانية: Candy Bauer)‏ هو لاعب دفع الجلة وجندي ألماني، ولد في 31 يوليو 1986 في تشوباو في ألمانيا.

## وصلات خارجية
- كاندي باور على موقع الاتحاد الدولي لألعاب القوى (الإنجليزية)
- كاندي باور على موقع IBSF (الإنجليزية)
- كاندي باور على موقع اللجنة الأولمبية الدولية (الإنجليزية)
- كاندي باور على موقع أوليمبيديا (الإنجليزية)
- كاندي باور على موقع اللجنة الأولمبية الألمانية (الألمانية)